# Palafrém

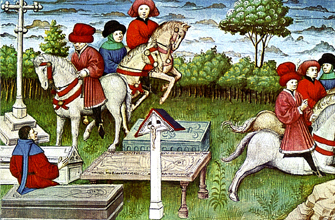
Pintura medieval sobre como montar de cabalos

O palafrém era um tipo de cavalo manso em que se montavam as damas e as senhoras em funções públicas, como em torneios e justas medievais, ou nas caçadas, e também era utilizado, em muitas ocasiões, por reis, príncipes e nobres em cortejos públicos.
Era também o cavalo em que ia montado o criado ou lacaio que acompanhava o seu amo quando este ia a cavalo, chamando-se palafreneiro ao criado que levava o freio do cavalo do amo.

## Etimologia
Etimologicamente a palavra palafrém tem origem em:
- do baixo latim "parafredus".
- do latim "paraveredus", cavalo de transporte de correio.

A palavra é aparentada com o alemão "pferd", designação genérica para qualquer cavalo.

## Características
O palafrém não é uma raça; porém tem características particulares na forma como é ensinado a se deslocar, entre o passo e o trote, a quatro tempos. Desta forma, sem nunca ter mais do que uma pata totalmente fora do chão, ao contrário do trote que é a dois tempos, o animal oferece um movimento rápido, sem muita oscilação e muito mais confortável para o cavaleiro. Especialmente por esta razão era muito apreciado entre a nobreza e, particularmente, para as senhoras montarem. Embora ainda se encontrem hoje, particularmente nas Américas e no Norte de Portugal, no mundo dos garranos, já não são tão comuns. A sua utilização diminuiu quando a deslocação a cavalo passou, no final da Idade Média, a ser preterida para o uso da carruagem, puxada por cavalos de tipos mais robustos.